# 拉尔夫·德罗林格
拉尔夫·金·德罗林格（英語：Ralph Kim Drollinger，1954年4月20日—），美国NBA联盟前职业篮球运动员。他在1978年的NBA选秀中第5轮第17顺位被西雅图超音速选中。